# Francisco Campana
Francisco Campana (ur. 9 maja 1925 w Buenos Aires, zm. 23 stycznia 1985) – piłkarz argentyński, grający na pozycji napastnika.

## Kariera
Karierę piłkarską rozpoczął w klubie Chacarita Juniors. Jako piłkarz klubu Chacarita Juniors wziął udział w turnieju Copa América 1947, gdzie Argentyna trzeci raz z rzędu zdobyła tytuł mistrza Ameryki Południowej. Campana zagrał w drugiej połowie meczu z Kolumbią, zastępując w przerwie Mario Fernándeza. Był to jedyny w jego karierze występ w reprezentacji narodowej.
W 1949 roku przeszedł do klubu Boca Juniors, w którym zadebiutował 14 sierpnia w przegranym 1:2 meczu z Gimnasia y Esgrima La Plata. W pierwszym sezonie zdobył dla klubu 7 bramek i został w tym sezonie najlepszym strzelcem Boca Juniors. W Boca Juniors Campana grał do 1951 roku – rozegrał w nim 56 meczów (5037 minut) i zdobył 21 bramek. Ostatni raz w barwach Boca Juniors zagrał 7 października w przegranym 0:1 meczu przeciwko klubowi Atlanta Buenos Aires. W 1952 roku znów był graczem klubu Chacarita Juniors.
Łącznie w lidze argentyńskiej Campana rozegrał 219 meczów i zdobył 93 bramki (z tego 163 mecze i 72 bramki w klubie Chacarita Juniors).
Campana grał także w meksykańskim klubie Club América.